# Dante Biagioni
Dante Biagioni, né à Pistoia le 9 janvier 1935 et mort à Rome le 3 août 2016, est un acteur et doubleur italien.

## Filmographie partielle
- 1973 : Cartesius, réalisation de Roberto Rossellini.
- 1986 : L'Affaire Aldo Moro (Il caso Moro), réalisation de Giuseppe Ferrara.
- 2011 : La ragazza americana, réalisation de Vittorio Sindoni.